# Bull Valley
Bull Valley – wieś w Stanach Zjednoczonych, w stanie Illinois, w hrabstwie McHenry.